# Siren (Wisconsin)
Siren ist eine Kleinstadt (mit dem Status „City“) im Burnett County im US-amerikanischen Bundesstaat Wisconsin. Das U.S. Census Bureau hat bei der Volkszählung 2020 eine Einwohnerzahl von 824 ermittelt.

## Geografie
Siren liegt in einer seenreichen Landschaft im Nordwesten Wisconsins, rund 30 km östlich der Grenze zu Minnesota. Die geografischen Koordinaten von Siren sind 45°47′09″ nördlicher Breite und 92°22′52″ westlicher Länge. Das Gemeindegebiet erstreckt sich über eine Fläche von 3,32 km². 
Benachbarte Orte von Siren sind Webster (10,8 km nördlich), Frederic (16,9 km südsüdwestlich), Trade Lake (26 km südwestlich) und Grantsburg (24,7 km westlich). 
Das Burnett County Government Center in der benachbarten Town of Meenon befindet sich 4,7 km nördlich von Siren.
Die nächstgelegenen größeren Städte sind Duluth am Oberen See in Minnesota (124 km nördlich), Eau Claire (173 km südöstlich) und die Twin Cities in Minnesota (149 km südwestlich).

## Verkehr
In Siren treffen die Wisconsin State Highways 35 und 70 zusammen. Alle weiteren Straßen sind untergeordnete Landstraßen,  teils unbefestigte Fahrwege sowie innerörtliche Verbindungsstraßen.
Durch Siren verläuft mit dem Gandy Dancer State Trail ein als Rail Trail bezeichneter kombinierter Wander- und Fahrradweg auf der Trasse einer stillgelegten Eisenbahnstrecke. Der Name des Wegs geht auf das Slangwort Gandy Dancer zurück, womit ein Eisenbahnarbeiter bezeichnet wurde.
Mit dem Burnett County Airport befindet sich 4,7 km nördlich, gegenüber dem Countyverwaltungsgebäude, ein kleiner Flugplatz. Der nächste Großflughafen ist der Minneapolis-Saint Paul International Airport (157 km südwestlich).

## Bevölkerung
Nach der Volkszählung im Jahr 2010 lebten in Siren 806 Menschen in 376 Haushalten. Die Bevölkerungsdichte betrug 242,8 Einwohner pro Quadratkilometer. In den 376 Haushalten lebten statistisch je 2,13 Personen. 
Ethnisch betrachtet setzte sich die Bevölkerung zusammen aus 90,0 Prozent Weißen, 0,2 Prozent Afroamerikanern, 4,1 Prozent amerikanischen Ureinwohnern, 0,4 Prozent Asiaten sowie 0,5 Prozent aus anderen ethnischen Gruppen; 4,8 Prozent stammten von zwei oder mehr Ethnien ab. Unabhängig von der ethnischen Zugehörigkeit waren 2,4 Prozent der Bevölkerung spanischer oder lateinamerikanischer Abstammung. 
22,8 Prozent der Bevölkerung waren unter 18 Jahre alt, 54,2 Prozent waren zwischen 18 und 64 und 23,0 Prozent waren 65 Jahre oder älter. 53,6 Prozent der Bevölkerung war weiblich.

Das mittlere jährliche Einkommen eines Haushalts lag bei 31.719 USD. Das Pro-Kopf-Einkommen betrug 19.859 USD. 24,6 Prozent der Einwohner lebten unterhalb der Armutsgrenze.